# Krivtsy
Krivtsy (en russe : Кри́вцы) est un hameau du raïon de Poudoj en république de Carélie, chef-lieu de l'établissement rural de Krivtsy.

## Géographie
L'agglomération de Krivtsy est située le long de la rivière Vodla, à 28 kilomètres à l'est de Poudoj.

## Démographie
Recensements (*) ou estimations de la population
| 2008  | 2009  | 2010 | 2013 |
| ----- | ----- | ---- | ---- |
| 1 282 | 1 241 | 900  | 798  |